# حمله به ماریوپل (سپتامبر ۲۰۱۴)
در اواخر اوت و اوایل سپتامبر ۲۰۱۴، نیروهای جدایی‌طلب وابسته به جمهوری خلق دونتسک به سمت شهر بندری ماریوپل که در جنوب استان دونتسک قرار دارد پیشروی کردند. پیش از این در ماه‌های مه و ژوئن درگیرهایی بین جدایی طلبان و نیروهای اوکراینی در این شهر درگرفته بود که در نهایت با پیروزی ارتش اوکراین درگیری‌ها به پایان رسید. این حمله در ادامه عملیات گسترده نیروهای جدایی طلب که به تصرف شهر نووازوفسک منجر شده بود رخ داد. نبرد در ۶ سپتامبر به حومه ماریوپل رسید.

## سیر وقایع

### پیشروی جمهوری خلق دونتسک/روسیه
گزارش شد که در ۲۵ اوت ستونی از تانک‌ها و خودروهای نظامی روسی با عبور از یک گذرگاه مرزی در نزدیکی شهر نووازوفسک وارد اوکراین شده و در حال حرکت به سمت ماریوپل هستند. نیروهای شورشی طرفدار روسیه مدت‌ها بود که هیچ فعالیتی در این منطقه نداشته بودند. تحقیقات بلینگ کت جزئیاتی از عملیات نیروهای روسی را فاش کرد. مطابق تحقیقات وب سایت بلینگ کت روسیه اقدام به ارسال ادوات نظامی سنگین از جمله تانک و توپخانه به داخل خاک اوکراین کرده بود. در ۲۸ اوت نیروهای طرفدار روسیه شهر نووازوفسک را تصرف کردند. نیروهای شورشی طرفدار روسیه سپس شروع به دستگیری و اخراج افرادی که هیچ آدرسی ثبت شده‌ای در شهر نداشتند کردند. طرفداران دولت اوکراین در ماریوپل تظاهرات ضد جنگ به راه انداختند. شورای امنیت سازمان ملل متحد برای بررسی وضعیت اوکراین جلسه اضطراری تشکیل داد. سربازان اوکراینی که نووازوفسک را ترک کرده بودند به سمت ماریوپل عقب‌نشینی کردند. بسیاری از شهروندان ماریوپل به دلیل ترس از حمله جدایی طلبان شهر را ترک کردند.
در ۴ سپتامبر، ستاد نیروهای مسلح اوکراین با استناد به گزارش گردان آزوف گفت نیروهای اوکراینی با جدایی طلبان در روستای بِزیمن درگیر شده‌اند اما آنها [جدایی طلبان] توانایی پیشروی را ندارند. سرهی تاروتا، رئیس اداره منطقه ای دونتسک گفت چهار تانک و حدود ۴۰ نفر «به طور جدی در حال انجام عملیات شناسایی هستند، آنها بزیمن را ترک کردند و بین روستاهای شیروکِنه و بردیانسکه پخش شدند.» یک تانک و یک کامیون متعلق به جدایی طلبان توسط نیروهای اوکراینی منهدم شد علاوه بر این جدایی طلبان یک کامیون را نیز رها کردند.
در ۵ سپتامبر، درگیری در روستای شیروکِنه شدت گرفت، در حالی که بار دیگر درگیری‌هایی در بِزیمن رخ داد. در درگیری‌های دو روز گذشته هفت غیرنظامی کشته شدند. همچنین، گردان آزوف شروع به آموزش شهروندان ماریوپل برای دفاع از خود و سازماندهی شبه نظامیان مردمی برای دفاع از شهر کرد. ارتش اوکراین ده‌ها نفربر زره‌پوش حامل سرباز و مهمات را به ماریوپل فرستاد تا به گردان‌های دفاعی برای دفاع از شهر کمک کنند. علیرغم توافق آتش‌بس، درگیری‌های شدیدی در ماریوپل رخ داد. نیروهای اوکراینی مواضع جدایی طلبان جمهوری خلق دونتسک را در نزدیکی ماریوپل گلوله‌باران کردند و ادعا کردند که حمله جدایی طلبان را دفع کرده‌اند. نیروهای جدایی طلب مدعی شدند که وارد ماریوپل شده‌اند اما ارتش اوکراین این موضوع را رد کرد.

### درگیری در حومه
در ۵ سپتامبر و به گفته منابع اوکراینی هفت تانک تی-۶۴ ارتش اوکراین با ۳۰ تانک تی-۸۰ درگیر شدند. اوکراینی‌ها حمله را دفع کردند اما چهار تانک را از دست دادند و با سه تانک باقی مانده به سمت پاسگاه ارتش در حومه ماریوپل عقب‌نشینی کردند. فرمانده تیپ تانک اوکراینی دچار شوک شد اما سه تانک باقی مانده مجدداً مسلح شدند تا بتوانند به میدان نبرد بازگردند.
در ۷ سپتامبر، بر اثر گلوله‌باران ایست بازرسی ارتش اوکراین در حومه ماریوپل توسط جدایی طلبان دونتسک یک کامیون نظامی اوکراینی منهدم شد؛ همچنین در این حمله یک زن کشته و سه نفر زخمی شد. گردان آزوف همچنین یک تانک رها شده توسط جدایی طلبان در نزدیکی ماریوپل را به غنیمت گرفت. در همان روز، تأیید شد که جدایی طلبان دهکده شیروکِنه را تصرف کرده‌اند.
در ۸ سپتامبر، پترو پوروشنکو، رئیس‌جمهور اوکراین از ماریوپل بازدید کرد و در جمع کارگران فولاد گفت که نیروهای اوکراینی در صورت نقض آتش‌بس توسط جدایی‌طلبان با تانک، هویتزر، اسلحه‌های ضد تانک و… از شهر محافظت خواهند کرد. او همچنین گفت در صورت نقض آتش‌بس توسط شورشیان طرفدار روسیه و پیشروی آنها به سمت شهر «شکست سختی» به آنها وارد خواهد کرد.

## پیامد

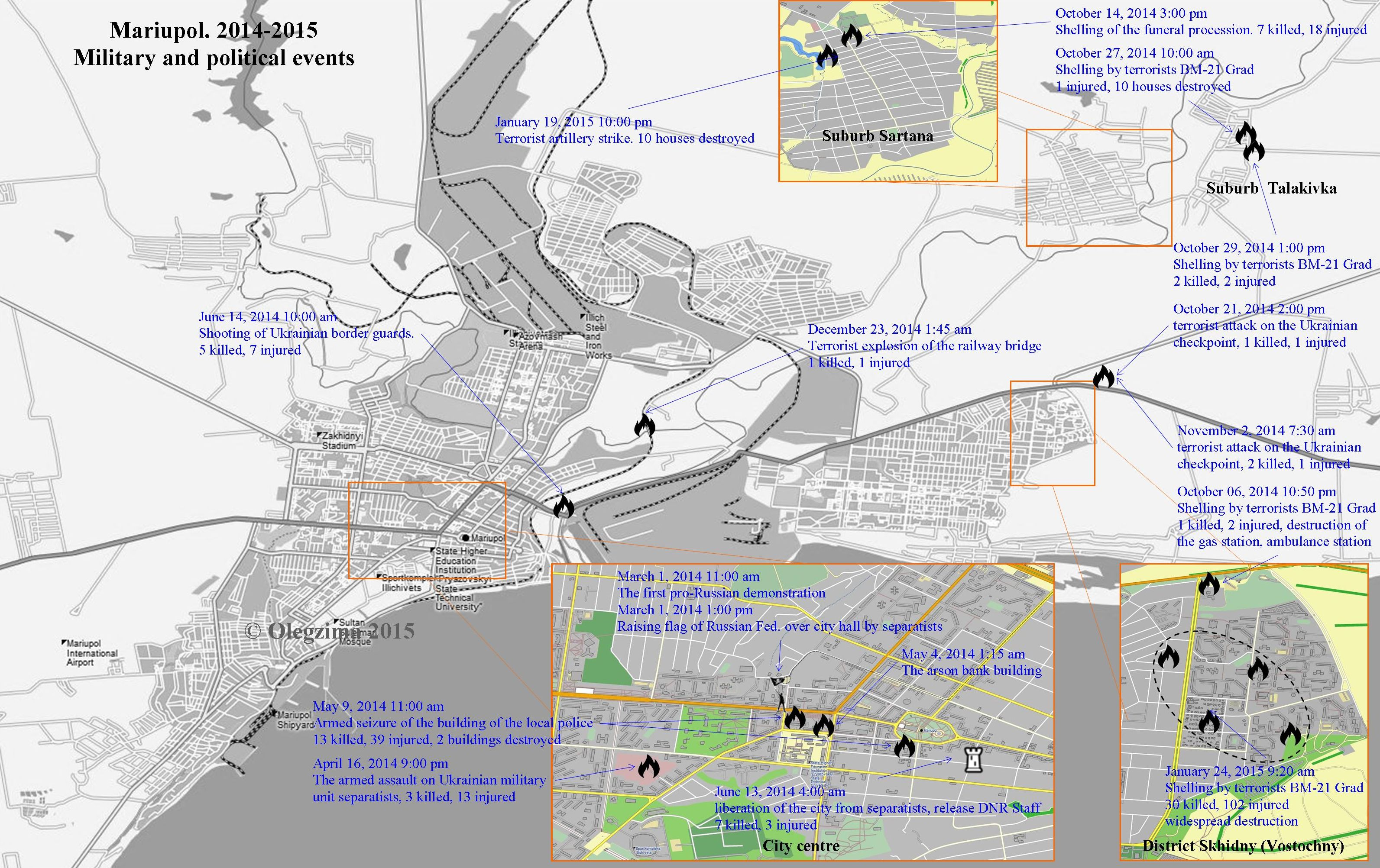
رویدادهای نظامی و سیاسی در ماریوپل بین سال‌های ۲۰۱۴–۲۰۱۵.

در ۲۳ اکتبر ۲۰۱۴، الکساندر زاخارچنکو، قول داد کنترل شهرهایی را که دست داده، به دست‌آورد او در این باره اظهار داشت: «دوره‌ای از درگیری‌های شدید در پیش خواهد بود. ما اسلاویانسک، کراماتورسک و ماریوپل را باز پس خواهیم گرفت. متأسفانه، حل و فصل مسالمت آمیز مناقشه از طریق مذاکرات غیرممکن بود. ما تنها کسانی هستیم که از رژیم سکوت [آتش بس] تبعیت می‌کنیم.»
در ۲۹ اکتبر ۲۰۱۴، مقامات شهر ماریوپل گفتند که نیروهای جمهوری خلق دونتسک با استفاده از راکت گراد به مواضع نیروهای اوکراینی در روستای تالاکوفکا حمله کرده‌اند.